# Natalena Koroleva
Carmen-Alfonsa-Fernanda-Estrella-Natalena Koroleva (San Pedro de Cardeña, Burgos, 3 de marzo de 1888-Mělník, 1 de julio de 1966) fue una escritora ucraniana.
Hija del conde Adrián Yurii Dunin-Borkovsky, de ascendencia polaca, y de María Clara de Castro Lacerda, de una familia aristocrática española, nació Carmen-Alfonsa-Fernanda-Estrella-Natalena Dunin-Borkowska en San Pedro de Cardeña, cerca de Burgos, España. Su madre murió mientras la daba a luz. Koroleva creció en España, Ucrania, Francia e Italia. Fue educada en el Convento de Notre Dame du Sion en Francia, en el Kiev Institute for Noble Maidens y en el Instituto Arqueológico de San Petersburgo. Estudió historia, arqueología, filosofía, medicina y teoría musical y hablaba con fluidez varios idiomas, incluidos francés, polaco, español, árabe e italiano. Koroleva participó en expediciones arqueológicas en Pompeya, Alejandría, Armenia e Irán.
Su primer trabajo, escrito en francés, se publicó en revistas de París en 1909. Regresó a Kiev en 1914 porque su padre estaba enfermo. Ejerció como enfermera de la Cruz Roja durante la Primera Guerra Mundial y resultó gravemente herida. En 1919 se trasladó a Checoslovaquia, donde trabajó como traductora para la misión diplomática de Ucrania en Praga. En 1921 publicó su primera obra en ucraniano, un cuento, en el semanario en ucraniano Volia de Viena. Sus historias se publicaron en varias publicaciones en idioma ucraniano, especialmente Dzvony. También tradujo obras de otros autores al ucraniano.
Su primer marido, Iskander ibn Kurush, era un iraní que servía en el ejército ruso y murió en el frente en 1915. Más tarde, en Praga, se casó con Vasyl Koroliv-Stary, escritor y editor ucraniano que murió en 1941.
Durante su vida, fue criticada porque sus tramas y personajes a menudo eran abstractos y no reflejaban la realidad ucraniana. Ahora, es reconocida por sus contribuciones únicas a la literatura ucraniana.
Murió en Mělník a la edad de 78 años.

## Obras
- Vo dni ony ("Once upon a Time"),  stories (1935)
- 1913, novella (1935)
- Inakshyi svit ("A Different World"), stories (1936)
- Bez korinnia ("Without Roots"), autobiographical novella (1936)
- Son tini ("A Dream of a Shadow"), historical novel (1938)
- Legendy starokyïvs’ki ("Ancient Kyivan Legends"(, stories, 2 solumves (1942–3)
- Predok ("An Ancestor"), historical novella (1961)
- Quid est veritas, historical novella (1961)
- Bez korinnia, collected works (2007)
- Tvory ("Works"), collected works (2010)